# Festival Lumière 2017
Le Festival Lumière 2017 est la neuvième édition du Festival Lumière.

## Déroulement et faits marquants
La neuvième édition du festival a eu lieu du 14 au 22 octobre 2017 avec 171 000 festivaliers qui ont assisté à 421 séances dans 60 lieux de la métropole lyonnaise.

### Prix Lumière
Le prix Lumière est décerné à Wong Kar-wai le vendredi 20 octobre,.

### Événements
- Soirée d'ouverture : avec Monsieur Eddy en invité d'honneur, projection du film La Mort aux trousses (1959) d'Alfred Hitchcock
- Séance de clôture : projection du film In the Mood for Love (2000) en présence de son réalisateur Wong Kar-wai
- Séance jeune public : projection du film Le Roi lion (1994) de Roger Allers et Rob Minkoff
- Nuit Dans l'espace - Quatre films sélectionnés : Gravity (2013) d'Alfonso Cuarón, Interstellar (2014) de Christopher Nolan, Star Trek (2009) de J. J. Abrams et Seul sur Mars (2015) de Ridley Scott
- Nuit William Friedkin - Quatre films sélectionnés du réalisateur : French Connection (1991), Le Convoi de la peur (1977), La Chasse (1980) et L’Exorciste (1973, director’s cut)
- Cinquième édition du Marché International du Film Classique

### Prix
- 4e Prix Raymond Chirat : Manuel Chiche[3]
- 6e Prix Bernard Chardère : Eva Bettan[4]
- 2e Prix Fabienne Vonier : Caroline Benjo et Carole Scotta[5]
- 4e Prix des Lycéens : Chungking Express (1994) réalisé par Wong Kar-wai